# Catharina Junk
Catharina Junk (* 20. Juni 1973 in Bremen) ist eine deutsche Drehbuchautorin und Schriftstellerin.

## Leben
Catharina Junk studierte Deutsche Philologie, Philosophie und Angewandte Kulturwissenschaften in Münster und schloss ihren Master in Deutscher Sprache und Literatur, Volkskunde und Psychologie an der Universität Hamburg ab. Anschließend war sie als Redakteurin für Radio Bremen und für den NDR tätig. Seit 2008 arbeitet Catharina Junk als freie Roman- und Drehbuchautorin. Die Thrillerserie Allein gegen die Zeit war für den Deutschen Fernsehpreis und den International Emmy Award nominiert und gewann den Goldenen Spatz, den Prix Jeunesse und den Banff World TV Award. Mit ihrer Folge Weil ich ein Mädchen bin wurde die Serie Die Pfefferkörner 2018 für den International Emmy Kids Award nominiert. Für ihren Bestseller-Roman Auf Null (2016, Kindler/Rowohlt / Titel der Taschenbuchausgabe: Liebe wird aus Mut gemacht) wurde sie 2014 mit dem Literaturförderpreis der Stadt Hamburg ausgezeichnet. 2018 folgte ihr zweiter Roman Bis zum Himmel und zurück.
Am 22. September 2022 startete der Kinofilm Mittagsstunde (Regie: Lars Jessen) nach dem gleichnamigen Bestseller-Roman Dörte Hansens in den deutschen Kinos, für den Catharina Junk das Drehbuch verfasste. Der Film erhielt den Gilde-Filmpreis als bester nationaler Film 2022 und den Jupiter Award 2023 in der Kategorie „Sonderpreis der Jury“.
Junk ist Mitglied im Deutschen Drehbuchverband (DDV).